# Dragi Setinov
Dragi Setinov (Skopje, 13 febbraio 1961) è un allenatore di calcio ed ex calciatore croato, di ruolo difensore.

## Carriera

### Giocatore
Iniziò la carriera agonistica nel 1981 tra le file del Pobeda dove militò una sola stagione. Nella stagione seguente passò al Vardar dove militò diverse stagioni disputando più di 100 presenze. Nel 1986 passò all'Hajduk Spalato con il quale esordì il 10 agosto nella partita di campionato contro il Rijeka, nella prima stagione con i bili vinse il primo trofeo, la Coppa di Jugoslavia battendo in finale proprio la squadra fiumana. Rimase a Spalato fino al 1991, vincendo anche la seconda Coppa di Jugoslavia questa volta contro la Stella Rossa, per poi trasferirsi in Grecia con il Ethnikos Pireo.

## Palmarès

### Giocatore

#### Competizioni nazionali
- Coppa di Jugoslavia: 2

Hajduk Spalato: 1986-1987, 1990-1991